# Musikåret 1853

## Händelser
- 19 januari – Urpremiär för Giuseppe Verdis opera Il Trovatore i Rom [1].
- 6 mars – Urpremiär för Giuseppe Verdis opera La traviata i Venedig [2].
- 30 oktober - Sångsällskapet Orphei Drängar (OD) bildas i Uppsala av Jonas Widén och hans sångkamrater.

### Okänt datum
- Heinrich Steinway börjar tillverka pianon i New York, grunden till firman Steinway & Sons.
- Pianotillverkaren Bechsteins pianofortefabrik grundas av Carl Bechstein i Berlin.

## Födda
- 19 februari – Amanda Maier-Röntgen, svensk violinist och tonsättare.
- 21 april – Charles Malherbe, fransk musikskribent och arkivarie.
- 24 april – Albert Lindström, svensk tonsättare, musiklärare och organist.
- 30 maj – Karl Valentin, svensk tonsättare och musikskriftställare.
- 16 juni – Emil Sjögren, svensk tonsättare.
- 5 augusti – Richard Henneberg, svensk tonsättare och dirigent.
- 27 augusti – Jenny Fahlstedt, svensk operettsångare, sångpedagog och tonsättare.
- 22 december – Maria Teresa Carreño, venezuelansk pianist, sångare och tonsättare.
- 30 december – André Messager, fransk tonsättare, organist, pianist och dirigent.

## Avlidna
- 16 januari – Matteo Carcassi, 60, italiensk gitarrist och tonsättare.
- 15 februari – Frans Preumayr, 70, tysk-svensk militärmusikledare och tonsättare.
- 12 april – Otto Fredrik Tullberg, 50, svensk orientalist och musiker.
- 3 oktober – George Onslow, 68, fransk tonsättare.
- 30 oktober - Pietro Raimondi, 66, italiensk tonsättare.
- 5 december – Johann Peter Heuschkel, 80, tysk oboist, organist och tonsättare.

### Fotnoter
1. ↑  ”San Diego Opera”. Arkiverad från originalet den 4 juni 2011. https://web.archive.org/web/20110604034806/http://sdopera.com/Operapaedia/Iltrovatore. Läst 23 mars 2011.
2. ↑  ”San Diego Opera”. Arkiverad från originalet den 4 juni 2011. https://web.archive.org/web/20110604034721/http://sdopera.com/Operapaedia/Latraviata. Läst 23 mars 2011.